# جیوان باتیستا فابری
جیوان باتیستا فابری (انگلیسی: Giovan Battista Fabbri; ۸ مارس ۱۹۲۶ – ۲ ژوئن ۲۰۱۵) بازیکن فوتبال اهل ایتالیا بود.
از باشگاه‌هایی که در آن بازی کرده‌است می‌توان به باشگاه فوتبال وارزه، باشگاه فوتبال مودنا، باشگاه فوتبال اسپال، و باشگاه فوتبال مسینا اشاره کرد.